# Капелла, Галеаццо-Флавио
Галеаццо-Флавио Капелла, также Галеаццо Капра (итал. Galeazzo Flavio Capella, Galeazzo Capra; 7 мая 1487, Милан — 23 февраля 1537, Милан) — итальянский писатель.

## Биография
Родился в Милане, где был секретарём одного из министров, а позже — самого герцога; благодаря этому сведения, сообщаемые Капелла, очень ценны.
По отзывам современников, был одним из учёнейших и честнейших людей своего времени.

## Сочинения
«De bello Mediolanensi s. de rebus in Italia gestis pro restitutione Francisci Sfortiae II ab anno 1521 usque ad annum 1530» (Нюрнб., 1532 и сл.; продолжение носит заглавие «Historia belli Mussiani» и появилось в «Puteani Historia Cisalpina», Лувен, 1614); «Viennae Austriae a Sultano Solimanno obsessae historia» (1530); «Dell’eccellenza e nobiltà della Donna» (без обознач. города и года). Последнее сочинение — глава очень редкой книги «Antropologia overo ragionamento della natura umana; laquale contiene e lodi e eccellenza degli uomini, la dignita delle donne; la miseria d’amendue e la vanità degli studj loro» (Венец., 1533).